# Robot Monster
Robot Monster is een Amerikaanse sciencefictionfilm uit 1953. De film is opgenomen in 3-D. De regie was in handen van Phil Tucker.
Net als de bekendere "Plan 9 from Outer Space" staat de film bekend als een film die “zo slecht is, dat het goed is”. Tevens heeft de film de twijfelachtige eer bekend te staan als een van de slechtste films ooit. Vooral de plot en de goedkope special effects hebben de film in de loop der jaren een cultstatus gegeven.

## Synopsis
De slechte alien "Ro-Man" heeft vrijwel alle mensen uitgemoord op 8 na. De overlevenden, waaronder een familie van vijf mensen, een wetenschapper en twee mannen waar enkel over gesproken wordt, vluchten naar een platform dat rond de aarde zweeft. Allemaal zijn ze immuun geworden voor de doodsstraal waarmee Ro-Man zijn slachtoffers doodt. Deze immuniteit is een bijeffect van een antibioticum gemaakt door de wetenschapper.
Ro-Man wil ook deze acht uitmoorden om zijn invasie van de aarde te voltooien. Hij wordt echter gehinderd in zijn missie door het feit dat hij gevoelens krijgt voor Alice, de oudste dochter van de familie. Hij weigert uiteindelijk haar te doden, waardoor de grote leider van de aliens persoonlijk de klus komt afmaken.

## Rolverdeling
| Acteur          | Personage          |
| --------------- | ------------------ |
| George Nader    | Roy                |
| Claudia Barrett | Alice              |
| Selena Royle    | Mother             |
| John Mylong     | The Professor      |
| Gregory Moffett | Johnny             |
| Pamela Paulson  | Carla              |
| George Barrows  | Ro-Man the Monster |

## Achtergrond

### Productie
Schrijver/regisseur Phil Tucker maakte de film in vier dagen tijd met een budget van ongeveer 16.000 dollar. De plot van de film is gelijk aan die van Invaders from Mars, een film die een maand eerder werd uitgebracht. De film bracht ongeveer $1.000.000 op bij de originele uitgave.
De film werd opgenomen in Bronson Canyon. De soundtrack werd gecomponeerd door Elmer Bernstein, die ook muziek componeerde voor Cat Women of the Moon. Voor de special effects werd vooral oud beeldmateriaal gebruikt uit de films One Million B.C., Lost Continent, en Flight to Mars.
De film werd oorspronkelijk uitgebracht samen met de korte 3D film "Stardust in Your Eyes".
Vanwege het lage budget kon Phil Tucker geen realistisch robotkostuum laten maken. Daarom paste hij een oud gorillapak van zijn vriend George Barrows wat aan.